# Poe (Alberta)
Pour les articles homonymes, voir Poe.

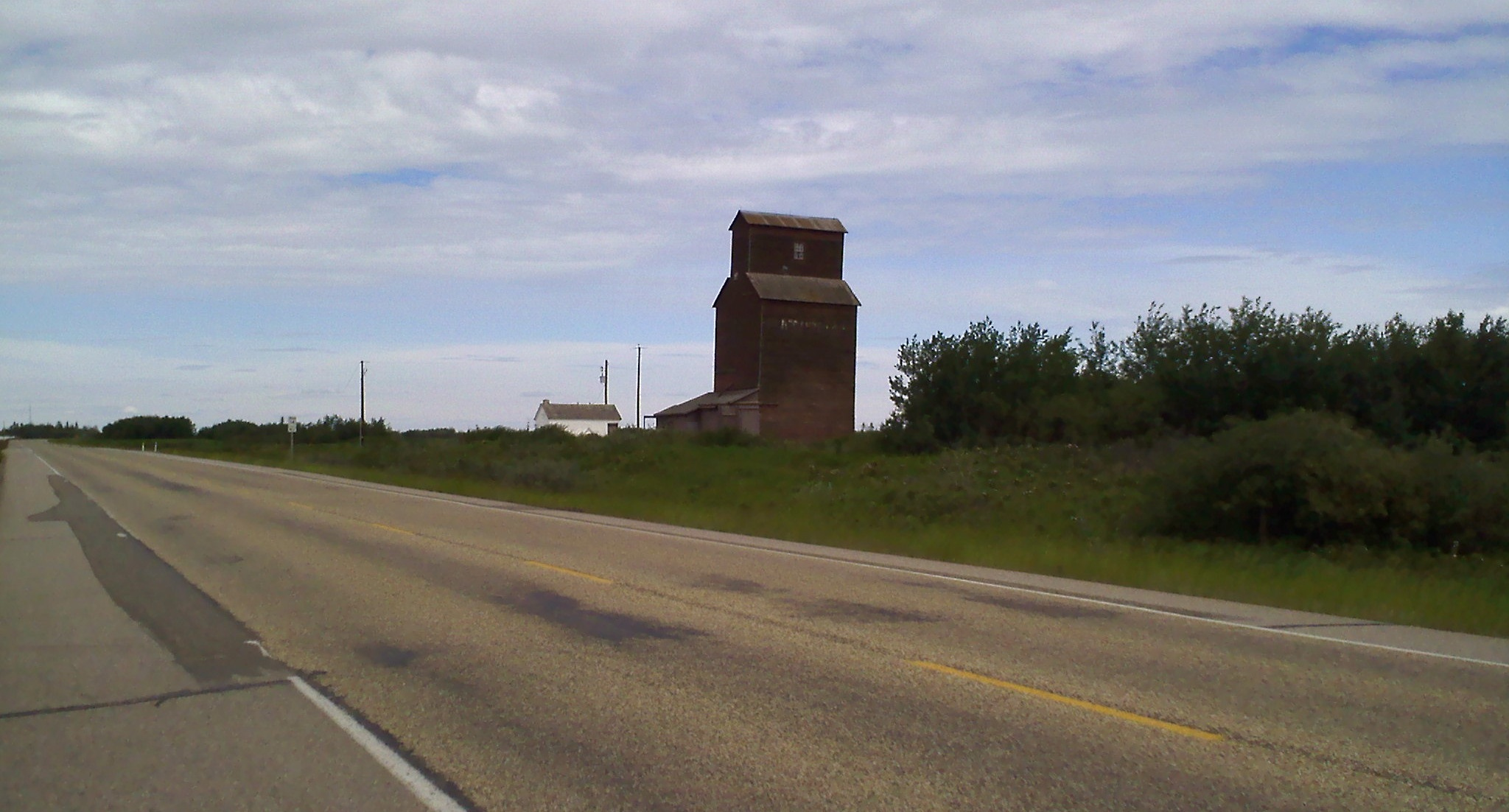
Élévateur à grain de Poe

Poe est une communauté non incorporée située dans le comté de Beaver en Alberta au Canada. Elle est située le long de l'autoroute 14 à 42 km au nord-est de Camrose.